# Casey Larson
Casey Larson, född 16 december 1998, är en amerikansk backhoppare. Han deltog i Världsmästerskapen i nordisk skidsport 2017 i Lahtis och Världsmästerskapen i nordisk skidsport 2019 i Innsbruck/Seefeld. Han tävlade även i Olympiska vinterspelen 2018 i Pyeongchang där han placerade sig som 39:a i normalbacke.